# La Petarra
La Petarra és una muntanya de 607 metres que es troba entre els municipis de Mas de Barberans i la Sénia, a la comarca del Montsià.